# Too $hort
Todd Anthony Shaw conocido como Too Short, o Too $hort, (Los Ángeles, California, 28 de abril de 1966) es un rapero que comenzó su carrera en Oakland, California. Too Short es reconocido por popularizar la cultura "pimp" en el hip hop, junto con Ice-T.

## Biografía
Too Short es uno de los pioneros del sonido west coast en el hip hop. En sus primeras grabaciones usaba las cajas de ritmo TR-808 y TR-909. Con su álbum de 1989, Life Is...Too $hort, comenzó a infundir los sonidos funk y blues, dando nacimiento al estilo musical llamado Mobb, original de la Bahía de San Francisco. A principios de los 80, Too Short comenzó a producir con su amigo del instituto Freddie B. En 1986, Too Short y Freddie B fundaron el sello discográfico Dangerous Music que distribuía su música regional. Dangerous Music cambió el nombre a Short Records, y actualmente es conocido como Up All Night Music.
Too Short ha lanzado 16 álbumes hasta la fecha, con Blow The Whistle como última grabación, y siendo "Blow the Whistle" su último sencillo, en 2006. Con su lanzamiento en 1996 de Gettin' It (álbum 10), el rapero declaró que se retiraba y que este era su último álbum. Su retiro fue corto, volviendo en 1999 con el álbum Can't Stay Away. En cada álbum está incluida una foto de Too Short en la portada, excepto en las compilaciones.
Apareció en el éxito "Player's Holiday" que se incluía en el primer álbum de T.W.D.Y. (1999) y en la compilación de Priority Records titulada Nuthin But A Gangsta Party. Tras estas apariciones comenzó a trabajar en el que sería su álbum número 11, Can't Stay Away. En el álbum colaboraban Eightball & MJG, Jay-Z, Jermaine Dupri, Puff Daddy (ahora P. Diddy), E-40, Daz Dillinger, Lil' Jon, Soopafly, Scarface y B-Legit. Cuando se mudó en 1994 a Atlanta, comenzó a trabajar con una variedad más diversa de artistas como Twista y Lil Jon.
Aunque en 1994 se mudara a Atlanta desde Oakland, representó sus raíces en un tema de 2003 titulado "California Girls". Con sus excelentes apariciones, Shaw se ha convertido en una figura muy prominente en la escena del underground, un héroe en la Costa Oeste, y una leyenda total reinventando su sonido constantemente. Colaboró en un tema con su amigo Lil Jon llamado "Bia Bia" junto con Ludacris y Chyna White también. Él es a menudo citado como el inventor de la palabra "Bee-yatch" en el hip hop.

## Discografía
- 1985: Don't Stop Rappin'
- 1986: Raw, Uncut, and X-Rated
- 1987: Players
- 1987: Born to Mack (Oro)
- 1988: Life Is...Too $hort (2x Platino)
- 1990: Short Dog's in the House (Platino)
- 1992: Shorty the Pimp (Platinum)
- 1993: Get In Where You Fit In (Platino)
- 1993: Greatest Hits, Vol. 1: The Player Years, 1983-1988
- 1995: Cocktails (Platinum)
- 1996: Gettin' It (álbum 10) (Oro)
- 1997: Greatest Hits
- 1999: Can't Stay Away (Platino)
- 2000: You Nasty (Oro)
- 2001: Chase the Cat
- 2002: What's My Favorite Word?
- 2003: It's About Time
- 2003: Married to the Game (Oro)
- 2006: Pimpin Incorparated CD/DVD
- 2006: Gangsters and Strippers CD/DVD
- 2006: Blow the Whistle
- 2007: Get off the Stage
- 2010: Still Blowin'
- 2010: Respect the Pimpin' (EP)

## Apariciones
- Ant Banks - "2 Kill A G" (feat. Too Short, Spice 1)
- Ant Banks - "4 Tha Hustlas" (feat. Too Short, 2Pac, MC Breed)
- Ant Banks - "Big Thangs" (feat. Too Short, Ice Cube)
- Ant Banks - "Clownin' With The Crew" (feat. Too Short, The Dangerous Crew)
- Ant Banks - "Fuckin' Wit Banks" (feat. Too Short, Goldy)
- Ant Banks - "The Loot" (feat. Too Short)
- Ant Banks - "Only Out To Fuck" (feat. Too Short, Goldy, Pooh-Man)
- Ant Banks - "Pervin'" (feat. Too Short, E-40)
- Ant Banks - "Players Holiday" (feat. Too Short, Mac Mall, Rappin' 4-Tay)
- Al Gator - "Get Wit It (Hustle Hard)" (feat. Too Short)
- Badwayz - "Make Money Money" (feat. Too Short, Young Bleed)
- B-Legit - "So International" (feat. Too Short)
- Bun B - "Who Need A Bitch" (feat. Too Short and Juvenile)
- C-Bo - "Pimpin' and Jackin'" (feat. Too Short)
- D4L - "Make It Rain" (feat. Too Short, Kool Ace, Sweetz)
- Dave Hollister - "Came In The Door Pimpin" (feat. Too Short)
- David Banner - "Take Your Bitch" (feat. Too Short)
- Daz Dillinger - "Bitch Bitch Bitch Make Me Rich" (feat. Too Short)
- Daz Dillinger - "It Might Sound Crazy" (feat. Too Short)
- Daz Dillinger - "It Might Sound Crazy (remix)" (feat. Too Short)
- D-Nice - "Check Yourself" (feat. Too Short)
- D-Shot - "True Worldwide Playaz" (feat. Too Short, Spice 1)
- E-40 - "Doin' The Fool" (feat. Too Short, Pimp C, Pastor Troy)
- E-40 - "Earl That's Yo Life" (feat. Too Short)
- E-40 - "From The Ground Up" (feat. Too Short, Jodeci)
- E-40 - "Rappers' Ball" (feat. Too Short, K-Ci)
- E-40 - "Yee" (feat. Too Short, Budda)
- E-A-Ski - "Check The Resume" (feat. Too Short)
- Eightball - "Can't Stop" (feat. Too Short, MJG)
- Erick Sermon - "Fat Gold Chain" (feat. Too Short)
- Foxy Brown - "Baller Bitch" (feat. Too Short, Pretty Boy)
- Goldy - "The Game Is Sold, Not Told" (feat. Too Short)
- Ice T - "Don't Hate The Playa" (feat. Too Short)
- Jahari - "A Playa Know" (feat. Too Short)
- Jay-Z - "A Week Ago" (feat. Too Short)
- Jay-Z - "Real Niggaz" (feat. Too Short)
- J-Dubb - "Life" (feat. Too Short)
- Jermaine Dupri - "Jazzy Hoes" (feat. Too Short, Eightball, Youngbloodz, Mr. Black)
- Jim Crow - "Holla at a Playa (Remix)" (feat. Too Short)
- Jim Crow - "That Drama (Baby's Momma)" (feat. Too Short, Jazze Pha)
- JT Money - "Somethin' Bout Pimpin" (feat. Too Short)
- Keith Murray - "Ride Wit Us" (feat. Too Short, Redman, Erick Sermon)
- Keith Sweat - "Love Jones" (feat. Too Short, Erick Sermon, Playa)
- Kelis - "Bossy" (feat. Too $hort)
- Kock D Zel - "Pimp Bones" (feat. Too Short)
- Lil Jon - Bia Bia
- Lil Jon - Bia Bia (Remix)
- Lil Jon - Let My Nutts Go
- The Notorious B.I.G. - "Big Booty Hoes" (feat. Too Short)
- The Notorious B.I.G. - "The World is Filled (feat. Too Short, Puff Daddy, & Carl Thomas.
- Scarface - "Game Over" (feat. Too Short, Ice Cube, & Dr. Dre)
- Shawnna - "Gettin' Some" (Remix) (feat. Too Short, Lil Wayne, Pharrell & Ludacris)
- Snoop Dogg - "Life of da party" (feat. Too Short and Mistah F.A.B.)
- Sublime - "Free Loop Dub/Q-Ball" (He's the second rapper on Q-Ball)
- The Pack - "Vans Remix" (feat. Mistah F.A.B. and Too Short)
- Tupac - Thug Passion Part 2 - Unreleased - (feat. Too Short)
- T-Pain - "I'm N Luv (Wit A Stripper)" (Remix) (feat. Too Short, Twista, Pimp C, Paul Wall, & MJG)
- Twista - "Pimp On" (feat. Too $hort and Eightball)
- UGK - "Pimpin Ain't No Illusion" (feat. Too Short)
- Wiz Khalifa - "On My level" (feat. Too Short)
- Kid Cudi - "Girls" (feat. Too Short)
- Lady Gaga - "Jewels And Drugs" (feat. T.I., Too Short & Twista)
- Ice Cube - "Ain't Got No Haters" (feat. Too Short)